# Hiatavolva
Hiatavolva là một chi ốc biển săn mồi, là động vật thân mềm chân bụng sống ở biển trong họ Ovulidae.

## Các loài
Các loài thuộc chi Hiatavolva bao gồm:
- Hiatavolva coarctata (G.B. Sowerby II in A. Adams & Reeve, 1848)[2]
- Hiatavolva depressa (G.B. Sowerby III, 1889)[3]
- Hiatavolva rugosa Cate & Azuma in Cate, 1973[4]